# NASCAR-Camping-World-Truck-Series-Saison 2009
Die NASCAR-Camping-World-Truck-Series-Saison 2009 begann am 13. Februar 2009 mit dem Daytona 250 auf dem Daytona International Speedway und endete am 20. November 2009 mit dem Ford 200 auf dem Homestead-Miami Speedway.

## Rennkalender
| Datum    | Rennen                               | Rennstrecke                           | Pole-Position       | Sieger              |
| -------- | ------------------------------------ | ------------------------------------- | ------------------- | ------------------- |
| 13.02.09 | NextEra Energy Resources 250         | Daytona International Speedway        | Colin Braun         | Todd Bodine         |
| 21.02.09 | San Bernardino County 200            | Auto Club Speedway                    | Kyle Busch          | Kyle Busch          |
| 07.03.09 | American Commercial Lines 200        | Atlanta Motor Speedway                | Kyle Busch          | Kevin Harvick       |
| 30.03.09 | Kroger 250                           | Martinsville Speedway                 | Rick Crawford       | Kevin Harvick       |
| 27.04.09 | O’Reilly Auto Parts 250              | Kansas Speedway                       | Ron Hornaday junior | Mike Skinner        |
| 15.05.09 | North Carolina Education Lottery 200 | Lowe’s Motor Speedway                 | Kyle Busch          | Ron Hornaday junior |
| 30.05.09 | AAA Insurance 200                    | Dover International Speedway          | Ron Hornaday junior | Brian Scott         |
| 05.06.09 | Winstar World Casino 400K            | Texas Motor Speedway                  | Johnny Sauter       | Todd Bodine         |
| 13.06.09 | Michigan 200                         | Michigan International Speedway       | Brian Ickler        | Colin Braun         |
| 19.06.09 | Copart 200                           | The Milwaukee Mile                    | Brian Ickler        | Ron Hornaday junior |
| 27.06.09 | MemphisTravel.com 200                | Memphis Motorsports Park              | Ron Hornaday junior | Ron Hornaday junior |
| 18.07.09 | Built Ford Tough 225                 | Kentucky Speedway                     | Ron Hornaday junior | Ron Hornaday junior |
| 24.07.09 | AAA Insurance 200                    | O’Reilly Raceway Park at Indianapolis | Colin Braun         | Ron Hornaday junior |
| 01.08.09 | Toyota Tundra 200                    | Nashville Superspeedway               | Timothy Peters      | Ron Hornaday junior |
| 19.08.09 | O’Reilly 200                         | Bristol Motor Speedway                | Ryan Newman         | Kyle Busch          |
| 28.08.09 | EnjoyIllinois.com 225                | Chicagoland Speedway                  | Matt Crafton        | Kyle Busch          |
| 05.09.09 | Lucas Oil 200                        | Iowa Speedway                         | Mike Skinner        | Mike Skinner        |
| 12.09.09 | Copart 200                           | Gateway International Raceway         | Colin Braun         | Mike Skinner        |
| 19.09.09 | Heluva Good! 200                     | New Hampshire Motor Speedway          | Mike Skinner        | Kyle Busch          |
| 26.09.09 | Las Vegas 350                        | Las Vegas Motor Speedway              | Todd Bodine         | Johnny Sauter       |
| 24.10.09 | Kroger 200                           | Martinsville Speedway                 | Mike Skinner        | Timothy Peters      |
| 31.10.09 | Mountain Dew 250                     | Talladega Superspeedway               | Colin Braun         | Kyle Busch          |
| 06.11.09 | WinStar World Casino 350             | Texas Motor Speedway                  | Matt Crafton        | Kyle Busch          |
| 13.11.09 | Lucas Oil 150                        | Phoenix International Raceway         | Johnny Sauter       | Kevin Harvick       |
| 20.11.09 | Ford 200                             | Homestead-Miami Speedway              | Colin Braun         | Kevin Harvick       |